# Хадсон, Рошель
Рошель Хадсон (англ. Rochelle Hudson, 6 марта 1916 — 17 января 1972) — американская актриса, одна из WAMPAS Baby Stars в 1931 году.
Кинокарьеру начала в 1930 году, подписав контракт с «RKO Pictures». Наиболее известные фильмы с её участием — «Она обошлась с ним нечестно» (1933), «Имитация жизни» (1934), «Путь вниз на восток» (1935), «Бунтарь без причины» (1955) и «Смирительная рубашка» (1964).
Актриса была четыре раза замужем, но все браки завершились разводом. После ухода из кино в 1967 году Хадсон работала в сфере недвижимости. Актриса умерла от сердечного приступа, вызванного болезнью печени. Тело обнаружил партнёр по бизнесу в ванне её загородного дома в Палм-Дезерт, Калифорния. Её вклад в киноиндустрию США отмечен звездой на Голливудской аллее славы.

## Избранная фильмография
| Год  |   | Русское название | Оригинальное название | Роль           |
| ---- | - | ---------------- | --------------------- | -------------- |
| 1934 | ф | Имитация жизни   | Imitation of Life     | Джесси Пуллман |